# Făurei
Făurei és una ciutat situada al comtat de Brăila (Romania). Des del 1978 ha estat seu d'un centre de proves ferroviàries. Segons estimació 2012 tenia 4.287 habitants.

## Fills il·lustres
- George Dragomir (n. 2003), jugador de futbol
- Bănel Nicoliță (n. 1985), jugador de futbol